# 뤄웨이
뤄웨이(중국어 간체자: 罗微, 정체자: 羅微, 병음: Luó Wēi, 한자음: 나미, 1983년 5월 23일 ~ )는 중화인민공화국의 태권도 선수이다. 아테네에서 열린 2004년 하계 올림픽 태권도 67kg급에 출전하여 그리스의 엘리사베트 미스타키두를 꺾고 금메달을 획득하였다.